# Gare de Romilly-la-Puthenaye
Ne doit pas être confondu avec Gare de Romilly-sur-Seine.
La gare de Romilly-la-Puthenaye est une gare ferroviaire française de la ligne de Mantes-la-Jolie à Cherbourg, située sur le territoire de la commune de Romilly-la-Puthenaye, dans le département de l'Eure, en région Normandie.
C'est une halte de la Société nationale des chemins de fer français (SNCF), desservie par des trains régionaux (TER Normandie).

## Situation ferroviaire
Elle est desservie par les trains TER Normandie (ligne de Serquigny à Paris-Saint-Lazare).

## Fréquentation
De 2014 à 2023, selon les estimations de la SNCF, la fréquentation annuelle de la gare s'élève aux nombres indiqués dans le tableau ci-dessous.
| Année     | 2015   | 2016   | 2017   | 2018   | 2019  | 2020  | 2021  | 2022  | 2023  |
| --------- | ------ | ------ | ------ | ------ | ----- | ----- | ----- | ----- | ----- |
| Voyageurs | 11 769 | 11 288 | 12 324 | 11 751 | 9 401 | 7 101 | 7 747 | 8 685 | 8 618 |

## Service des voyageurs

### Desserte
Romilly-la-Putenhaye est desservie par des trains TER Normandie, sur les relations Serquigny – Paris-Saint-Lazare et Lisieux / Serquigny – Évreux-Normandie.